# 6910 Ikeguchi
6910 Ikeguchi eller 1991 FJ är en asteroid i huvudbältet som upptäcktes den 17 mars 1991 av de japanska astronomerna Satoru Otomo och Osamu Muramatsu i Kiyosato. Den är uppkallad efter den japanske amatörastronomen Kunio Ikeguchi.
Den tillhör asteroidgruppen Eos.